# Tuxenidia
Tuxenidia es un género de Protura en la familia Acerentomidae.

## Especies
- Tuxenidia balcanica Nosek & Cvijovic, 1969
- Tuxenidia hermonensis Szeptycki & Broza, 2004